# Csehimindszent

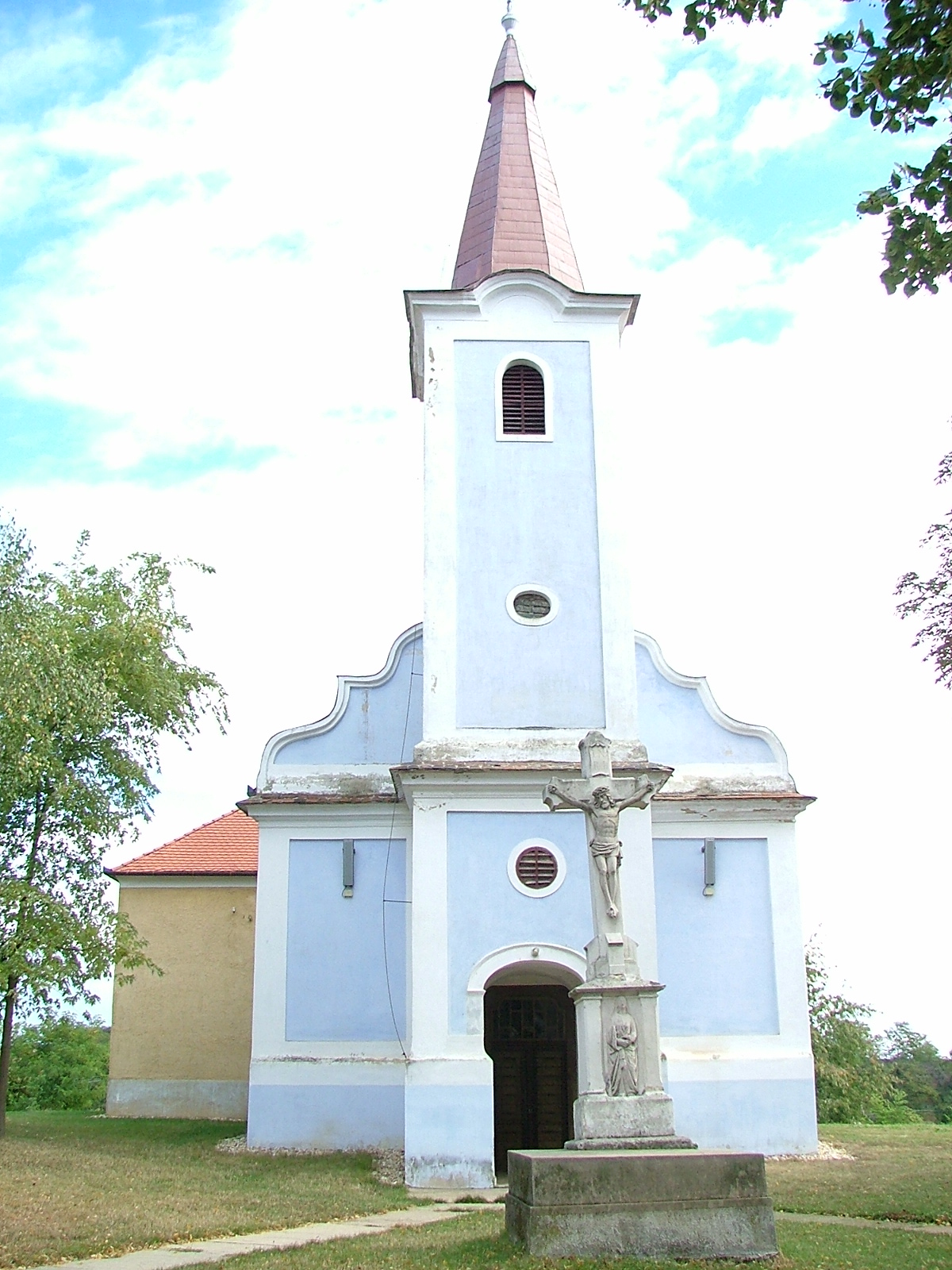
Kyrka i Csehimindszent

Csehimindszent är en by i provinsen Vas i västra Ungern. Byn har 371 invånare (2019).